# Heinz Simmer
Heinz Simmer (* 30. Dezember 1935) ist ein ehemaliger deutscher Fußballspieler. 

## Karriere

### Vereine
Simmer spielte zunächst bis Saisonende 1955/56 in der Landesliga Westfalen, der seinerzeit höchsten Spielklasse im Amateurbereich. In der Gruppe 5 belegte er mit seiner Mannschaft Germania Hamm in einem Teilnehmerfeld von 15 Mannschaften den elften Platz.  
Zum 1. Juli 1956 wurde er von Borussia Dortmund verpflichtet; mit 21 Jahren war er als Abwehrspieler in der Oberliga, der seinerzeit höchsten Spielklasse in der Bundesrepublik, aktiv. Sein Pflichtspieldebüt fand auf internationalem Parkett statt; als amtierender Deutscher Meister nahm Borussia Dortmund am Wettbewerb um den Europapokal der Landesmeister teil. Da die in Hin- und Rückspiel ausgetragene Vorrundenbegegnung mit Spora Luxemburg keinen Sieger hervorbrachte – beide Vereine gewannen ihre Heimspiele bei einem Torverhältnis von 5:5 – kam er nicht nur am 6. September 1956 im Rückspiel in Luxemburg zum Einsatz, sondern auch im Entscheidungsspiel, das am 16. September 1956 mit 7:0 im Stadion Rote Erde gewonnen wurde, wobei er mit dem Treffer zum 2:0 in der 29. Minute ein Tor beitrug. Sein Debüt in der Oberliga West gab er am 23. September 1956 (6. Spieltag) beim 2:0-Sieg im Auswärtsspiel gegen Preußen Münster; dabei gelang ihm mit dem Treffer zum Endstand in der 48. Minute sogleich sein erstes Oberligator. Mit der 0:1-Niederlage eine Woche später im Heimspiel gegen den Duisburger SpV und mit der 1:4-Niederlage am 7. Oktober 1956 (8. Spieltag) im Auswärtsspiel gegen Alemannia Aachen bestritt er seine einzigen drei Saisonspiele. Damit trug er zum Gewinn der Westdeutschen Meisterschaft bei; doch in der Endrunde um die Deutsche Meisterschaft wurde er nicht berücksichtigt. In der Folgesaison wurde er noch einmal eingesetzt, bei der 0:2-Niederlage am 22. September 1957 im Heimspiel gegen Preußen Münster.

### Nationalmannschaft
Simmer nahm mit der DFB-Jugendauswahl „A“ im Jahr 1954 an der zweiten Austragung des FIFA-Turniers im eigenen Land teil. Sein Debüt als Nationalspieler gab er am 12. April in Bonn im zweiten Gruppenspiel, das mit 6:1 über die Auswahl Nordirlands gewonnen wurde; dabei trug er sich mit einem Tor in die Torschützenliste ein, wie auch am 15. April in Gelsenkirchen im vierten Gruppenspiel gegen die Auswahl Englands, das 2:2 unentschieden endete. Im dritten Gruppenspiel am 14. April in Hagen, beim 2:0-Sieg über die Auswahl Ungarns, in der Vorschlussrunde am 17. April in Gelsenkirchen beim 2:1 über die Auswahl der Türkei und im Finale am 19. April in Köln, beim 2:2-Unentschieden n. V. gegen die Auswahl Spaniens, traf er nicht. Die spanische Auswahl wurde zum Turniersieger erklärt, da sie in der Vorschlussrunde mit 1:0 gegen die Auswahl Argentiniens nach dem Divisionsverfahren das „bessere“ Torverhältnis aufwies. 

## Erfolge
- Finalist FIFA-Juniorenturnier 1954
- Deutscher Meister 1957 (ohne Endrundeneinsatz)
- Westdeutscher Meister 1957